# Chilton, Suffolk
Chilton är en by i Babergh, Suffolk i sydöstra England. Orten har 373 invånare. Byn nämndes i Domedagsboken (Domesday Book) år 1086, och kallades då Ciltona.